# Подбереские
Подбереские (пол. Podbereski) — дворянский род, герба Гоздава с изменением, восходящий к половине XV века. Происходит от князей Друцких.
Родоначальником рода Подбереских является князь Михаил Дмитриевич Друцкой-Подбереский (XVII-колено) убитый в сражении на Ворскле в 1399 году. Его потомки владели в 1543 году имениями в Ковенской губернии и по привилегиям королей польских: Сигизмунта III, Владислава IV и Яна III - 1618, 1620, 1639, 1645 и 1684 годов занимали в Литве должности - судьи, маршала, посланника на сейм, чашника и другие.
Михаил Подбереский (умер в 1477 г.) был епископом смоленским, потом митрополитом киевским. От брата его, Дашка, произошли угасшие роды Быстрейских и Стржестовских. Внук Дашка, Михаил Сенькович, конюший гродненский (1506), женившись на последней в роде князей Друцких-Подбереских, принял имя Подбереский, но без придаточного имени «Друцкий» и без титула. Григорий-Казимир Подбереский (пол. Hrehory Kazimierz Podbereski) (умер в 1677 г.) был воеводой смоленским.
Род Подбереских внесен в VI и I части родословных книг Виленской, Ковенской, Могилевской и Подольской губерний.

## Описание герба
В серебряном поле щита чёрный двуглавый орёл с червлёными глазами и языками. На его груди малый серебряный щиток с червлёной лилией.
Щит увенчан дворянским коронованным шлемом. Нашлемник: три серебряных страусовых пера между двух серебряных копий с червлёными значками. Намет: червлёный с серебром. Герб окружён княжеской мантией с золотыми шнурами и кистями, увенчанной княжеской короной. Герб Подбереского внесен в Часть 13 Общего гербовника дворянских родов Всероссийской империи, стр. 24.
Копия с Высочайше утвержденного герба 01 мая 1880 года выдана подполковнику Александру Метарду Станиславову Подберескому.